# Matthew Ryan
Matthew Ryan, född den 3 juni 1964 i Sydney i Australien, är en australisk ryttare.
Han tog OS-guld i lagtävlingen i fälttävlan i samband med de olympiska ridsporttävlingarna 2000 i Sydney.